# Rosa banksiae

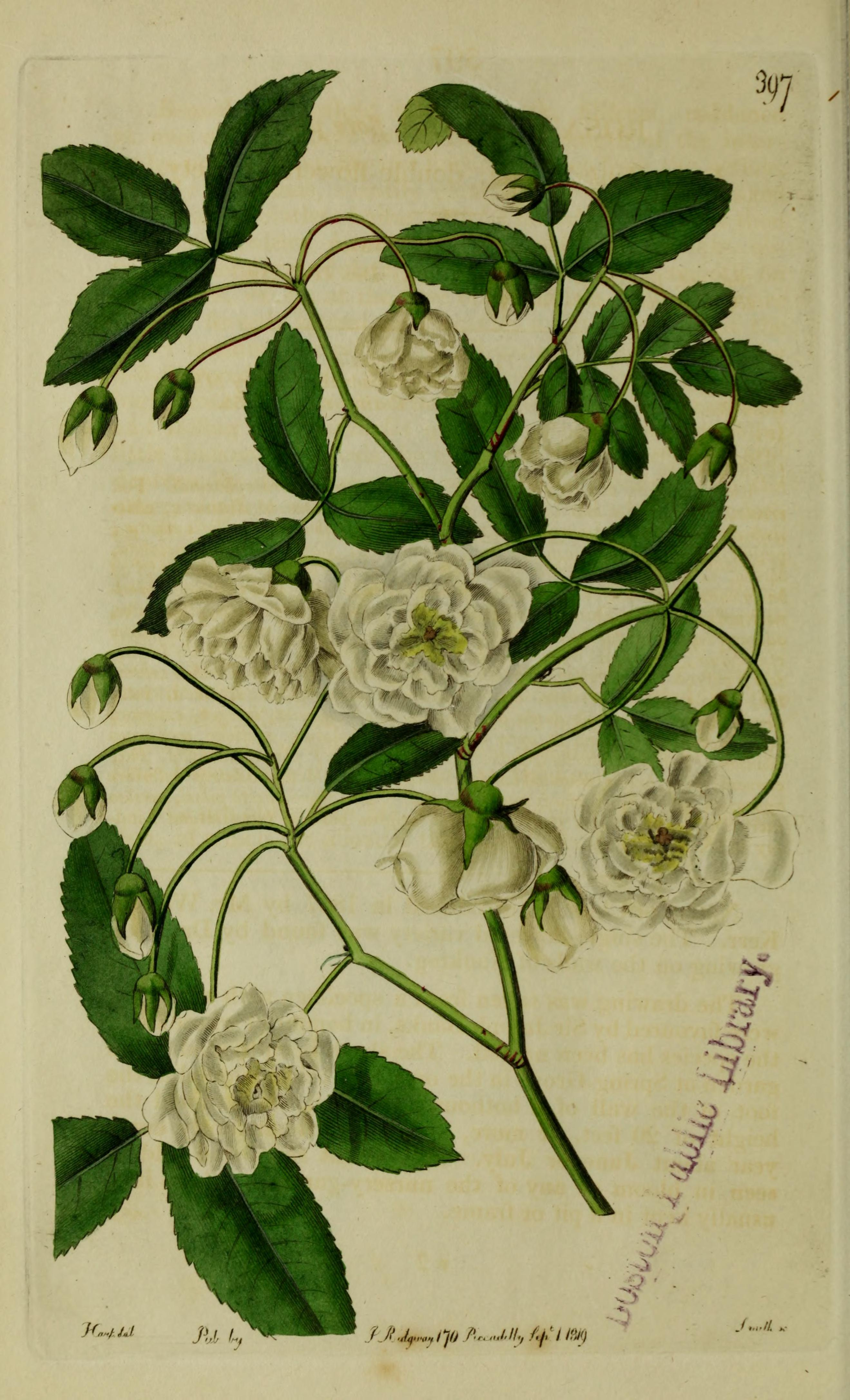
Rosa banksiae in The Botanical register... (1815) von Sydenham Edwards

Rosa banksiae, auch Banks-Rose genannt, ist eine Pflanzenart aus der Gattung Rosen (Rosa) innerhalb der Familie der Rosengewächse (Rosaceae).

## Beschreibung
Banks-Rosen sind wüchsige, sehr langlebige Kletter-Rosen, die bis zu 7 Meter hoch wachsen. Sie wachsen auch an heißen, trockenen Standorten. An den langen Trieben erscheinen sehr früh Büschel mit duftenden, 1 Zentimeter großen Blüten. Diese Wildrose ist winterhart bis −18 °C (USDA-Zone 7).
Die Chromosomenzahl beträgt 2n = 14, seltener 28.

## Verbreitung
Rosa banksiae stammt aus dem subtropischen China. Sie kommt vor in den Provinzen Gansu, Guizhou, Henan, Hubei, Jiangsu, Sichuan und Yunnan in Höhenlagen zwischen 500 und 2200 Metern Meereshöhe.

## Systematik
Die Erstbeschreibung von Rosa banksiae erfolgte 1811 durch William Townsend Aiton.
Man kann folgende Varietäten unterscheiden:
- Rosa banksiae var. banksiae W.T.Aiton (inkl. Rosa banksiae var. lutea Lindl.)
- Rosa banksiae var. normalis R.Br. (inkl. Rosa banksiae f. lutescens Voss)

Rosa banksiae var. lutea, eine gefüllte gelbe Form der Banks-Rose, wurde von John Parks 1824 im Auftrag der Royal Horticultural Society aus der chinesischen Provinz Nanjing eingeführt. Sie ist winterhart bis −23 °C (USDA-Zone 6), blüht reichlich, duftet jedoch als einzige der Banks-Rosen nicht. Die einfache gelbe Form, Rosa banksiae f. lutescens hat etwas größere Blüten.

## Informationen zur Kultur der Subtaxa

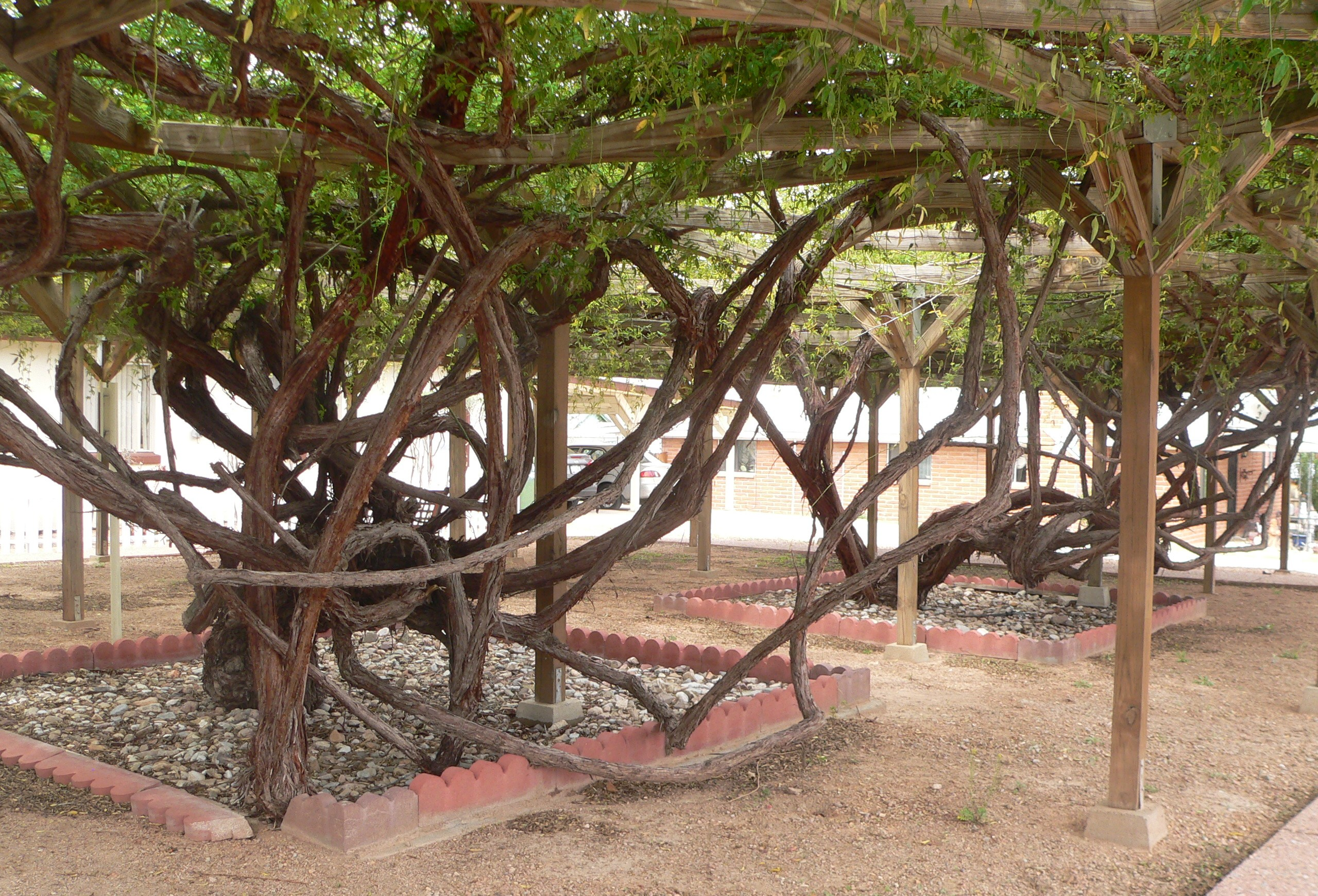
Die älteste bekannte Rosa banksiae in Tombstone

Die gefüllte weiße Form Rosa banksiae var. banksiae ist eine bereits in China kultivierte Garten-Rose, die 1807 von William Kerr nach London in die Kew Gardens gebracht wurde. Die Rose wurde nach der Frau des Direktors des botanischen Gartens, Dorothea Banks, benannt. Ein 1885 in Tombstone (Arizona) gepflanztes Exemplar hat inzwischen einen Stammumfang von 3,5 Meter und ein Laubdach, das 800 Quadratmeter überdeckt. Dieses gilt als eines der größten und ältesten Rosenexemplare.
Hybriden von Banks-Rosen mit westlichen Rosen sind nur wenig verbreitet. Die Sorte 'Purezza' wurde von dem italienischen Rosenzüchter Mansuino gezüchtet. Ihre Blüten sind 4 cm groß, gefüllt und reinweiß.

## Galerie

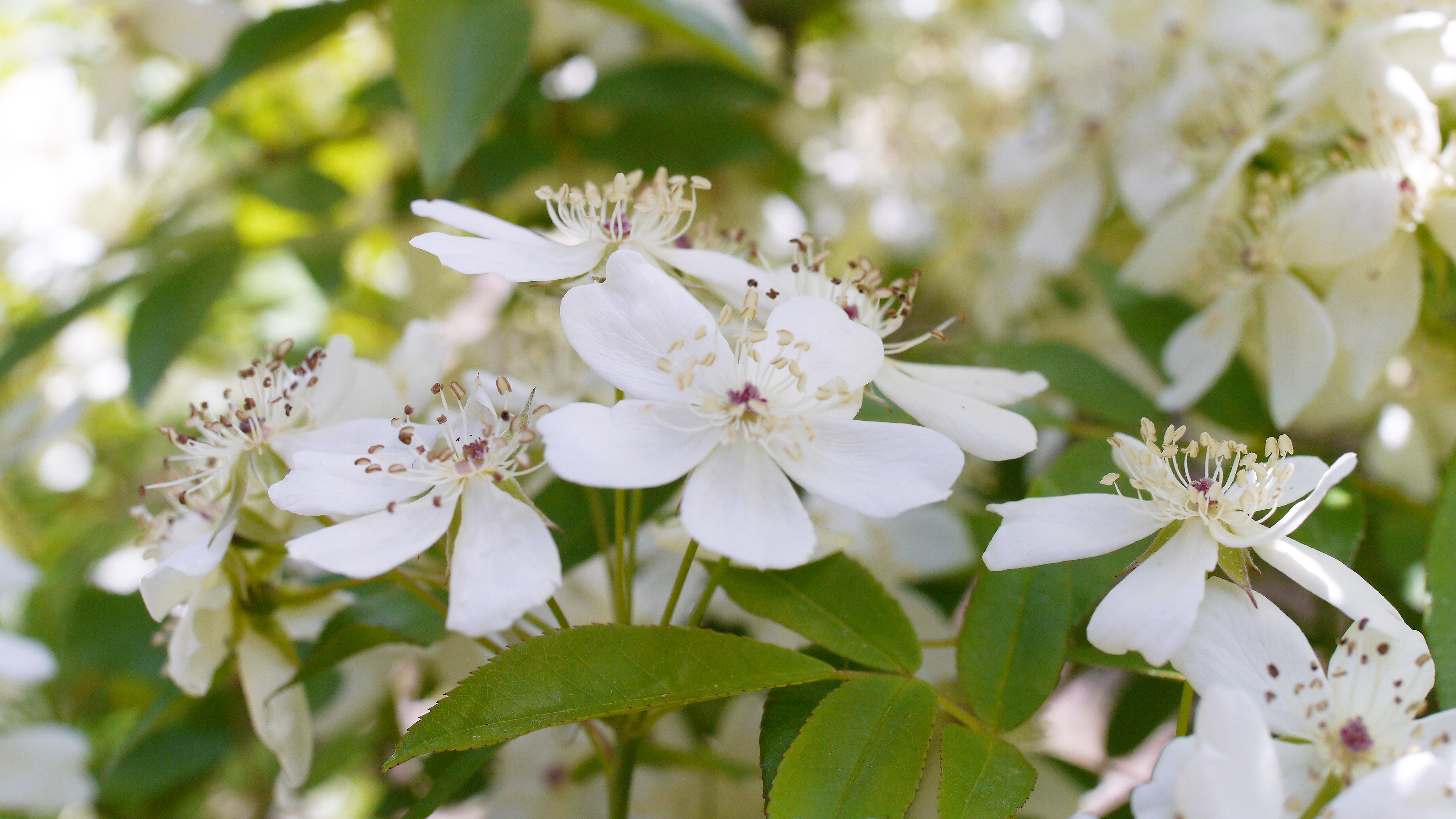
Rosa banksiae var. normalis
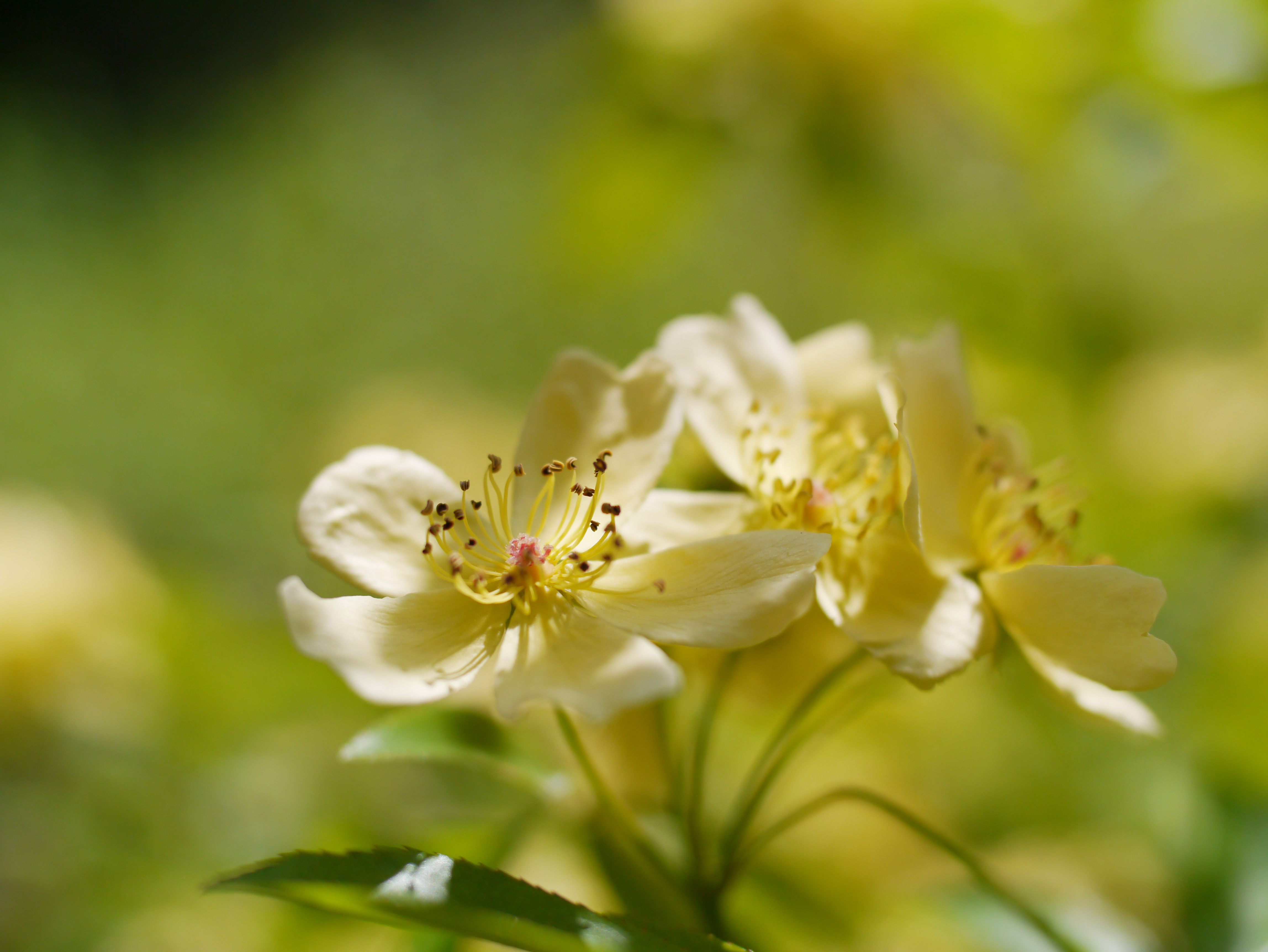
Blüten der Rosa banksiae var. lutescens
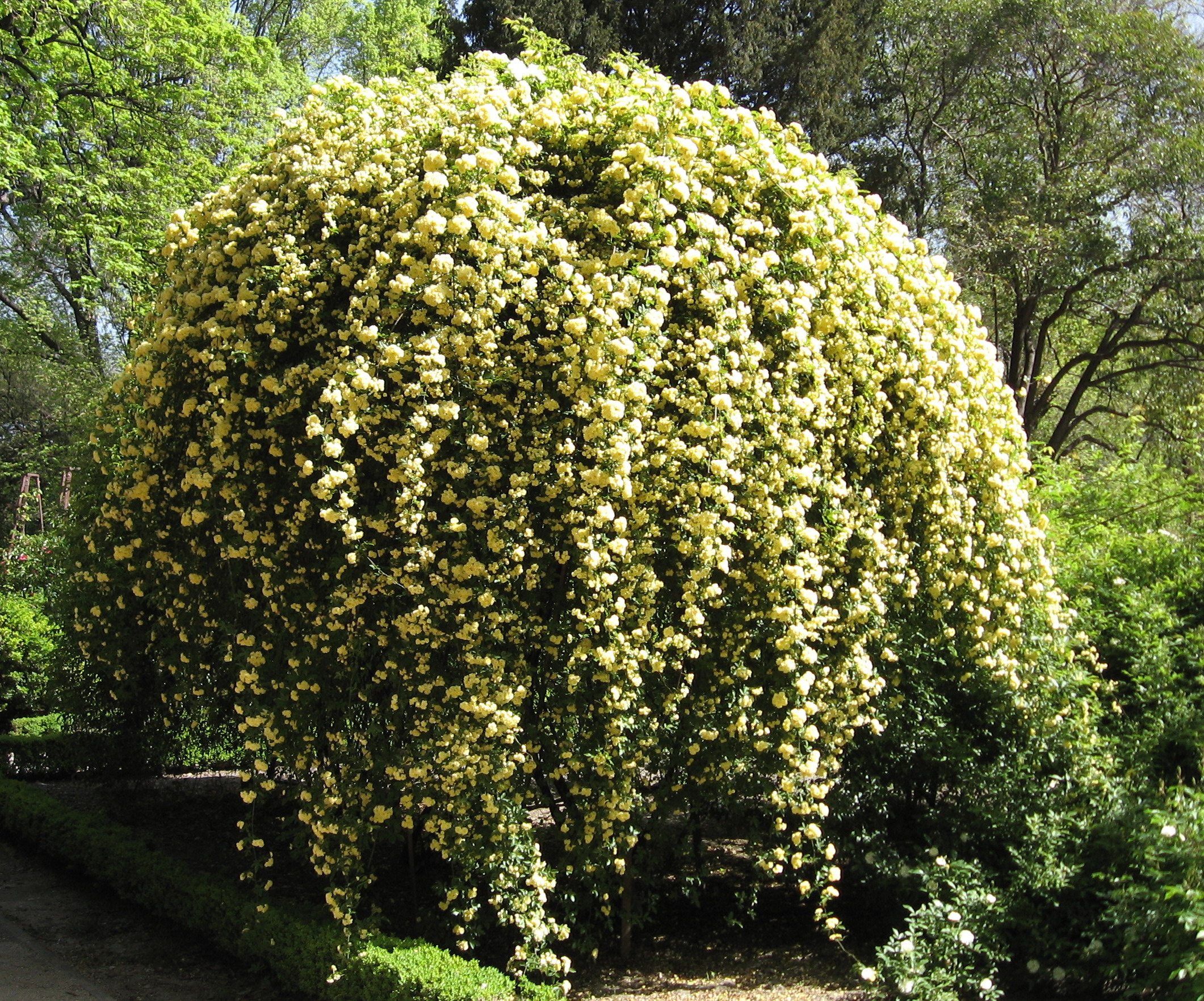
Rosa banksiae var. lutea im Real Jardín Botánico de Madrid
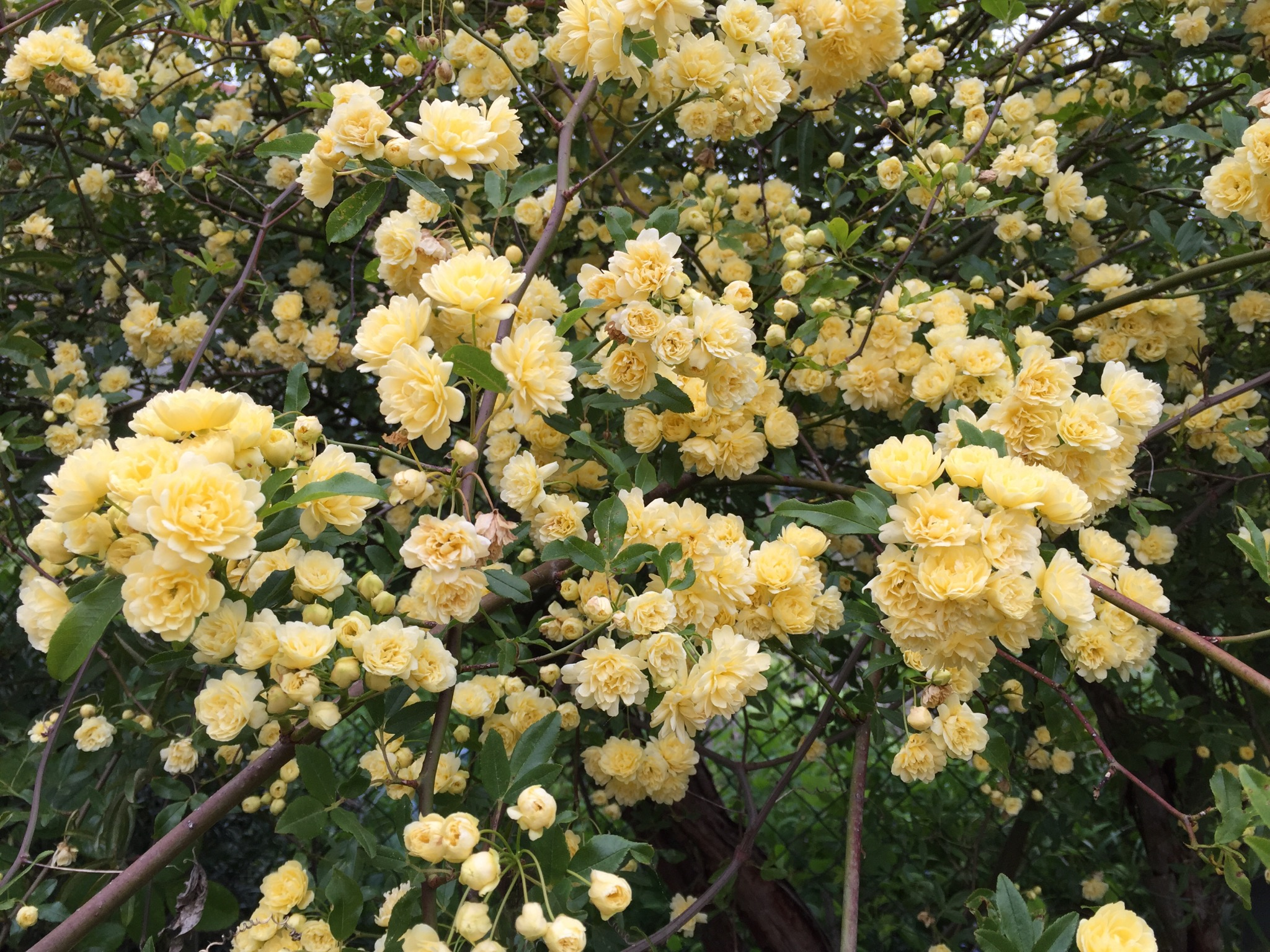
Blüten der Rosa banksiae var. lutea
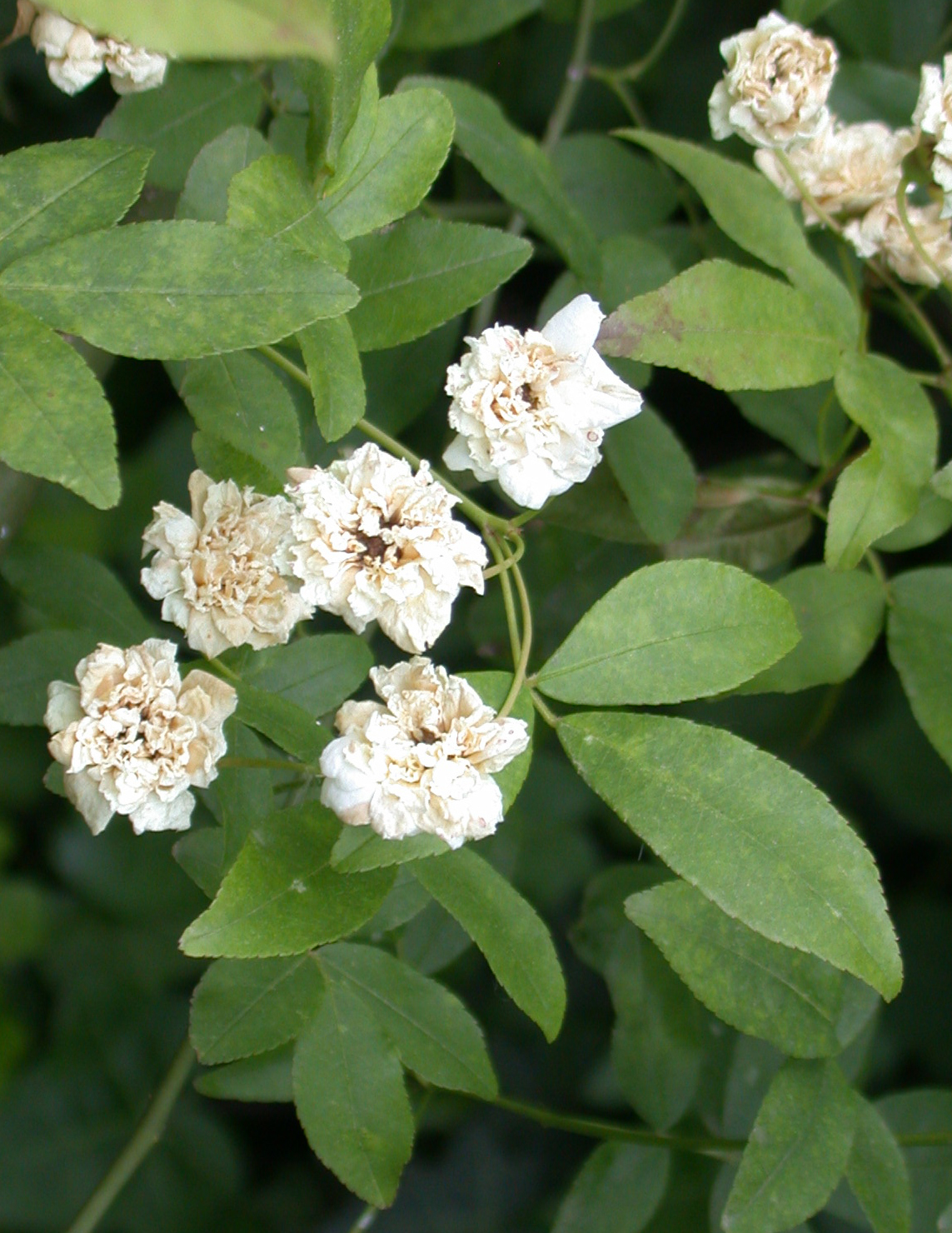
Rosa banksiae var. banksiae

## Weiterführende Literatur
- Gu Cuizhi & Kenneth R. Robertson: Rosa: Rosa banksiae, S. 378 – textgleich online wie gedrucktes Werk, In: Wu Zheng-yi & Peter H. Raven (Hrsg.): Flora of China, Volume 9 – Pittosporaceae through Connaraceae, Science Press und Missouri Botanical Garden Press, Beijing und St. Louis, 2003. ISBN 1-930723-14-8